# 40000 (عدد)
40000 (أربعون آلف) هو عدد صحيح. يلي العدد 39999 ويسبق العدد 40001 وهو عدد طبيعي.
الأربعون ألف الواحدة تساوي أربعون ألف.

## في الرياضيات
- حسب نظام العد العشري في الرياضيات، يمكن كتابة العدد أربعون آلف على النحو التالي:
- 40,000 — أربعة متبوعةً بأربعة أصفار.
- 4 × 104 — أربعة في عشرة مرفوعة لأس أربعة.